# Dulcia II. (Provence)
Dulcia II. von Provence (* 1165; † 1172) war eine Tochter von Richeza von Everstein und Raimund Berengar III. von Provence († 1166). Nach dem Tod ihres Vaters war sie 1166/67 Gräfin der Provence. Ihr Nachfolger war Alfons II. von Aragón.